# M'Liss
M'Liss is een film die gaat over een jong meisje dat verliefd wordt op de leraar die onterecht beschuldigd wordt voor moord.
De film werd vier keer gemaakt, waarvan driemaal onder de titel M'Liss. De eerste versie werd in 1915 uitgebracht en heeft Barbara Tennant, Howard Estabrook en O.A.C. Lund in de hoofdrollen.
In 1918 vond de eerste remake plaats. Deze versie, die waarschijnlijk het best bekend is, werd geregisseerd door Marshall Neilan en heeft Mary Pickford, Theodore Roberts, Thomas Meighan, Tully Marshall, Charles Ogle en Monte Blue in de hoofdrollen.
In 1922 werd de film gemaakt onder de titel The Girl Who Ran Wild. Het werd geregisseerd door Rupert Julian en bevat Gladys Walton, Lucille Ricksen en Vernon Steele.
De tot nu toe laatste remake vond plaats in 1936. De film werd door George Nichols Jr. gemaakt voor de studio RKO Radio Pictures. De film heeft Anne Shirley in de hoofdrol. Ook John Beal, Guy Kibbee, Douglass Dumbrille, Moroni Olsen en Barbara Pepper zijn in die versie te zien.